# MobileMe
MobileMe (antigo .Mac e iTools) foi um serviço por assinatura baseado em um conjunto de softwares e de serviços online oferecido pela Apple Inc.. Originalmente lançado em 5 de janeiro de 2000, como iTools, uma coleção gratuita de serviços baseados na Internet para os usuários do Mac OS 9, a Apple relançou-o como . Mac em 17 de julho de 2002, quando tornou-se um serviço por assinatura projetado principalmente para usuários do Mac OS X. A Apple relançou o serviço novamente como MobileMe na WWDC 2008 em 9 de julho de 2008, agora visando os usuários do Mac OS X, Windows, iPhone, iPad e iPod touch. O MobileMe foi descontinuado em 30 de junho de 2012 e foi sucedido pelo iCloud com o lançamento do iOS 5.